# Kate Davis
Kate Davis (Boston, 23 de fevereiro de 1960) é uma cineasta estadunidense. Foi indicada ao Oscar de melhor documentário de curta-metragem na edição de 2018 pelo trabalho na obra Traffic Stop, ao lado do marido David Heilbroner.

## Filmografia
- 2017: Traffic Stop
- 2014: The Newburgh Sting
- 2013: The Cheshire Murders
- 2011: American Experience
- 2010: Stonewall Uprising
- 2009: Waiting for Armageddon
- 2007: Addiction
- 2007: The Addiction Project
- 2006: Plastic Disasters
- 2006: Ten Days That Unexpectedly Changed America'
- 2005: Pucker Up
- 2004: Jockey
- 2001: Southern Comfort
- 1990: A World Alive
- 1987: Girltalk
- 1983: America Undercover